# التسلسل الزمني للحرب في العراق (2014)
تحتوى هذه المقالة على الخط الزمني للحرب في العراق خلال عام 2014.

## التسلسل الزمني

### يناير
- سقوط الفلوجة (2014): سيطر مسلحو تنظيم داعش على أكثر من نصف مدينة الفلوجة العراقية وأجزاء من مدينة الرمادي. وقال مسؤول في وزارة الداخلية ان رجال العشائر اقاموا جزءا من النصف الآخر. وقال شاهد في غرب مدينة بغداد ان مسلحين اقاموا نقاط تفتيش كل ستة إلى سبعة اشخاص في وسط وجنوب الفلوجة. وقال مسؤول في وزارة الداخلية في الرمادي ان «الرمادي يشتبه في أن بعض المناطق بها يسيطر عليها تنظيم داعش وان مناطق أخرى يسيطر عليها رجال العشائر»، مشيرا إلى الرمادى عاصمة محافظة الانبار التي تقع إلى الغرب. وشاهد صحفي في الرمادي عشرات الشاحنات التي تحمل رجالا مدججين بالسلاح يتجولون في شرق المدينة. واندلعت اشتباكات في منطقة الرمادي حيث هدمت قوات الأمن موقع لاحتجاجات العشائر العربية السنية المناهضة للحكومة في البلاد واستمرت لمدة يومين آخرين. وقال مراسل وكالة فرانس برس ان مسلحين في المدينة اشتبكوا بشكل متقطع مع قوات الأمن واحرقوا أربعة مراكز للشرطة لكن الاشتباكات تراجعت امس الخميس. وانتشرت أعمال العنف أيضا في الفلوجة حيث تخلى رجال الشرطة عن معظم مواقعهم يوم الأربعاء واحرق المسلحون بعض مراكز الشرطة.
- قال وزير الداخلية ورئيس الوزراء العراقى نوري المالكي إن الجنود العراقيين سيغادرون المدن المضطربة في محافظة الأنبار، لكن تم التراجع عن ذلك القرار في اليوم التالي. وبقيت قوات الجيش حتى يوم الخميس خارج الرمادي.[1]
- تقدم مقاتلو تنظيم داعش إلى المزيد من الأرض المكتسبة واستولوا على عدة مراكز للشرطة في الفلوجة. وفي الصباح الباكر تقدم مقاتلو تنظيم داعش إلى مناطق في وسط الرمادي ونشروا القناصين في شارع واحد. وقال عقيد في الشرطة ان الجيش دخل من جديد إلى مناطق الفلوجة بين الرمادي وبغداد الا ان حوالى ربع هذه المناطق ظل تحت سيطرة تنظيم داعش. واضاف ان الجنود ورجال العشائر المسلحة احتجزوا الباقون وحاصروا المدينة أيضا.
- على الرغم مما سبق قال ضابط كبير آخر وهو ضابط شرطة إنه بينما كان الجنود ينتشروا في جميع أنحاء المدينة لم يدخلوا الفلوجة بعد.[2][3]
- وقال مسؤول امني رفيع المستوى في محافظة الانبار ان الحكومة العراقية قد فقدت سيطرتها على مدينة الفلوجة التي يسيطر عليها تنظيم داعش. وأصبحت مدينة الفلوجة تحت السيطرة الكاملة لتنظيم داعش. وفي وقت سابق من يوم الجمعة، قتل أكثر من 100 شخص عندما اشتبك رجال الشرطة ورجال العشائر العراقية مع مقاتلي تنظيم داعش الذين استولوا على أجزاء من مدينتين في محافظة الأنبار.[4][5]
- في اليوم نفسه قصف الجيش العراقى غرب مدينة الفلوجة بقذائف الهاون ليلة امس في محاولة لضبط السيطرة على المسلحين مما اسفر عن مصرع ما لا يقل عن ثمانية اشخاص. وتجدر الإشارة إلى ان الفلوجة ظلت منذ ذلك الحين تحت سيطرة المسلحين المرتبطين بتنظيم داعش ومقاتلين العشائر المتحدين في معارضتهم لرئيس الوزراء نوري المالكي في تحد خطير لسلطة حكومته التي يقودها الشيعة في محافظة الانبار. وقالت مصادر طبية في الفلوجة إن 30 شخصا آخرين أصيبوا في قصف الجيش.[6]
- قتل ما لا يقل عن 20 شخصا في موجة جديدة من التفجيرات التي ضربت العاصمة العراقية بغداد.[7]
- أدى القصف الصاروخي للجيش العراقي على الرمادي إلى مقتل 25 مسلحا. وفي نفس اليوم أيضا قتل مسلحون مجهولون سبعة من ضباط الشرطة من بينهم قائد في هجوم على نقطة تفتيش امنية شمال العاصمة العراقية بغداد. ووقع الحادث المميت على الطريق السريع شمال مدينة سامراء.[8]
- ولم تعلن أي جماعة مسؤوليتها عن الهجوم لكن مسؤولي الشرطة يقولون إن المشتبه فيهم الرئيسيين هم من المسلحين المرتبطين بتنظيم داعش.[9]
- هاجم مسلحون موقعا عسكريا شمال العاصمة العراقية مما اسفر عن مصرع 12 جنديا واصابة أربعة اخرين. واقتحم المسلحون مبنى في الموقع في منطقة الأدهم ثم دمروه. والمسلحون المعارضون للحكومة العراقية كثيرا ما كانوا يستهدفون أفراد قوات الأمن بالتفجيرات وإطلاق نار.[10]
- ذكر مسؤولون ان انتحاريان قد قتلا اليوم 23 من مجندى الجيش العراقى واصيب 36 اخرون في بغداد اليوم في هجوم على رجال متطوعين للانضمام إلى القتال ضد مسلحى تنظيم داعش في محافظة الانبار. وقال العميد سعد معن المتحدث باسم مركز العمليات الامنية في بغداد ان الانتحارى فجر نفسه بين المجندين في قاعدة المثنى الجوية التي يستخدمها الجيش في العاصمة. واوضحت وزارة الصحة ان عدد القتلى بلغ 22 قتيلا.
- ولم تعلن أي مجموعة على الفور مسؤوليتها عن الهجوم الذي وقع بعد يوم من أن رئيس الوزراء نوري المالكي قال إنه سيقضي على «الشر» لتنظيم داعش وحلفائه.[11]
- انفجرت سيارة مفخخة خارج محطة للحافلات في وسط بغداد، مما أسفر عن مقتل تسعة أشخاص على الأقل وجرح 16 آخرين. ولم تعلن أية جماعة على الفور مسؤوليتها عن الهجوم على محطة حافلات حلة العلاوي. وفي يوم الأحد أيضا أدى التفجير الذي استهدف جنديا في شمال العراق خارج منزله في شرق السليمانية إلى إلحاق أضرار بسيارته ولكنه تركه دون أن يصاب بأذى.[12][13]
- قتلت أربع سيارات مفخخة ما لا يقل عن 25 شخصا في أحياء شيعية في بغداد في أعمال عنف تزامنت مع زيارة قام بها الامين العام للامم المتحدة بان كي مون إلى العاصمة العراقية. وعلى الرغم من أنه لم تعلن أية جماعة مسؤوليتها ويبدو أن التفجيرات تشكل جزءا من حملة لا هوادة فيها من قبل تنظيم داعش ضد حكومة رئيس الوزراء نوري المالكي الشيعية.[14]
- أسفرت التفجيرات وإطلاق النار عن مقتل ثمانية أشخاص على الأقل في العاصمة العراقية وما حولها بمن فيهم قاض. فتح مسلحون علي سيارة مسرعة النار على القاضي، مما أدى إلى مقتله وسائقه. وفي وقت لاحق من بعد الظهر، انفجرت قنبلة علتق في حافلة صغيرة في حي الصدر في الحي الشيعي مما أسفر عن مقتل ثلاثة ركاب وجرح ثمانية آخرين.[15]
- وقالت الشرطة ومصادر طبية في المستشفى إن الهجمات بالقنابل وإطلاق النار أسفرت عن مقتل ما لا يقل عن 75 شخصا في العراق مما يجعلها واحدة من أكثر الأيام دموية في الشهور، ولكن القوات استعادت المناطق غرب مدينة بغداد.[16]
- تم العثور على جثث 14 من رجال العشائر العربية السنية في بساتين لنخيل التمر شمالى بغداد بعد يوم من اختطافهم من قبل رجال يرتدون الزي الرسمي في سيارات تابعة لقوات الامن. وقد تم اختطاف الضحايا، وجميعهم من قبيلة البو روادس، أثناء حضورهم جنازة في بلدة الطارمية على بعد 25 كيلومترا (16 ميلا) شمال العاصمة العراقية.[17]
- قتلت خمسة انفجارات في بغداد بينها هجوم على مركز تجاري جديد في غرب العاصمة 14 شخصا وجرحت عدة اخرين. وانفجرت الانفجارات في أحياء المنصور والنهضة والطوبشي والصرفية والعمرية - في جميع أنحاء العاصمة.[18]
- قتل سبعة اشخاص واصيب 67 اخرون بجروح في انفجار لعبوة ناسفة في العاصمة العراقية في حين اعترضت قوات الأمن المسلحين من العشائر السنية في الفلوجة والرمادي.

ولم تعلن أية جماعة مسؤوليتها عن الانفجارات. وفي اليوم نفسه زعم مسؤول عراقي رفيع أن مقاتلي تنظيم داعش الذين ألقى القبض عليهم في المناطق التي استولوا عليها في أواخر الشهر الماضي غرب بغداد كانت لديهم أسلحة ثقيلة كافية تمكنهم من السيطرة على مدينة بغداد عاصمة البلاد.
- قتل جنديان وثلاثة ارهابيين انتحاريين واصيب 18 اخرون بجروح في هجمات عنيفة منفصلة في شرق ووسط العراق. وفي اليوم نفسه أحبطت قوات الأمن هجمات منسقة من قبل تنظيم داعش في شرق محافظة ديالى عندما تعرضت القوات لنيران الأسلحة بالقرب من مدينة بعقوبة عاصمة المحافظة على بعد 65 كيلومترا شمال شرق بغداد، مما أدى إلى اشتباك عنيف مع المهاجمين، مما أسفر عن مقتل ثلاثة منهم وضبطت ثلاثة من ستراتهم المتفجرة.[21]
- قتلت القوات المسلحة العراقية في محافظة الأنبار عشرات من مسلحي تنظيم داعش في الوقت الذي يواصل فيه الجيش قتاله ضد الإرهابيين. ووفقا لوزارة الدفاع العراقية، قامت القوات الجوية بضربات جوية لمواقع تابعة للمقاتلين التكفيريين في غرب محافظة الأنبار وقتلت عشرات المسلحين.[22]
- 25 يناير / كانون الثاني: سقطت ثلاث قذائف هاون في القرية التي يسكنها المسلمون الشيعة بالقرب من مدينة بعقوبة العراقية مما أسفر عن مقتل ستة أشخاص. وفي نفس اليوم قتل في قصف مزدوج جنديا وعائلته بأكملها في منزلهم في بلدة المقدادية على بعد 90 كيلومترا شمال بغداد.[23][24]
- لقى ما لا يقل عن أربعة اشخاص مصرعهم واصيب 14 اخرون بعد ظهر اليوم عندما انفجرت ثلاث سيارات مفخخة في شمالى العراق في مدينة كركوك على بعد حوالى 250 كم شمال بغداد. وفي نفس اليوم قتل رئيس مجلس المدينة واثنان من أعضاء مجلس المدينة على يد مسلحين هاجموا موكبهم بالقرب من بلدة الوجيهية شرقى محافظة ديالى في منطقة الرشيدية شمالى بغداد وقتل مسلحون ضابطا سابقا بجيش صدام حسين هو وزوجته.[25]
- قتل سبعة من أفراد قوات الأمن العراقية أثناء هجوم مسلح شمال بغداد، وآخرها تصاعد أعمال العنف التي تغذي المخاوف من انزلاق البلاد مرة أخرى إلى الصراع الشامل.[26]
- لقى ما لا يقل عن 13 شخصا مصرعهم واصيب 39 اخرون في هجمات عنيفة في العاصمة العراقية بغداد. ووفقا لبعثة الأمم المتحدة لمساعدة العراق في العراق في عام 2013 قتل ما مجموعه 8688 عراقيا من بينهم 7.818 من المدنيين وأفراد الشرطة المدنية.[27]
- قال مسؤولون امنيون ان مسلحين اقتحموا مكتبا لوزارة حقوق الانسان (شمال العراق) في شمال شرق بغداد واحتجزوا عددا من موظفي الخدمة المدنية كرهائن. وقد شن الهجوم ثمانية رجال مسلحين. وفي وقت لاحق تقتل قوات الأمن جميع المهاجمين والرهائن المحتجزين.[28][29]

### فبراير
- كانت احصائية الشهر الماضي من الهجمات الإرهابية وغيرها من أعمال العنف في أنحاء العراق كشفت عن مقتل حوالى 1.013 شخصا من بينهم 795 مدنيا و 122 جنديا و 96 من رجال الشرطة، خلال الهجمات والاشتباكات المسلحة والارهابية.[30]
- لقى ما لا يقل عن 20 شخصا مصرعهم واصيب 68 اخرون في هجمات عنيفة في العاصمة العراقية بغداد وحولها. ووقع الهجوم الأكثر فتكا في منطقة أبو دوشر في جنوب بغداد عندما انفجرت سيارتان مفخختان مما أسفر عن مقتل أربعة أشخاص وإصابة 16 آخرين.[31]
- قتل ما لا يقل عن 16 شخصا في سلسلة من التفجيرات في العاصمة العراقية بغداد. وفي نفس اليوم، قال مسؤولون عراقيون إن 32 شخصا قتلوا أيضا خلال هجومين آخرين في أماكن مزدحمة في بغداد.[32][33]
- قال مسؤولون عراقيون إن تسعة أشخاص على الأقل لقوا مصرعهم وأصيب 22 آخرون في سلسلة من التفجيرات بالسيارات المفخخة التي ضربت مناطق تجارية في شرق حي جميلة في بغداد وشمال حي الكاظمية.[34]
- أسفرت الهجمات التي وقعت في بغداد وشمال العاصمة عن مصرع تسعة أشخاص، من بينهم مؤيد للزعيم الشيعي المتشدد مقتدى الصدر الذي كان يقف في الانتخابات البرلمانية التي ستجرى في أبريل / نيسان. وفي نفس اليوم قتل خمسة آخرون وأصيب العشرات في توز خورماتو شرق تكريت في محافظة صلاح الدين.[35][36]
- لقى ما لا يقل عن 19 شخصا مصرعهم وأصيب 19 آخرون في هجمات عنيفة في أنحاء العراق. ووقعت هجمات في سوق في مدينة الصدر الشيعية في الجزء الشرقي من العاصمة العراقية بغداد وكذلك في بلدة المحمودية على بعد 30 كلم جنوب بغداد. وأدت أعمال العنف أيضا إلى مقتل عدد من الأشخاص في الجزء الجنوبي الغربي من مدينة بعقوبة، عاصمة محافظة ديالى.[37]
- قتل ما لا يقل عن 22 من المسلحين بمن فيهم انتحاري وجرح 15 آخرون عندما انفجرت سيارة مفخخة عن طريق الخطأ في موقع للمسلحين شمال بغداد.[38]
- قتل 15 جنديا في هجوم قبل الفجر على معسكر للجيش يقوم بتأمين خط لأنابيب النفط بالقرب من حمام العليل في شمال محافظة نينوى وهي من أكثر المناطق التي شهدت أعمل عنف شديدة في العراق.[39]
- لقى ما لا يقل عن 17 مدنيا من بينهم جنود مصرعهم في انحاء العراق عن طريق السيارات المفخخة والمتفجرات على جانب الطريق.
- ولم تعلن أي جماعة إرهابية مسؤوليتها عن هذه الهجمات.[40]
- قال طالب حميد مصطفى عمدة مدينة سليمان بيك إن المسلحين استولوا على البلدة، على بعد حوالي 90 كيلومترا شرق تكريت بعد اشتباكات مع قوات الأمن.[41]

- قال طالب حميد مصطفى عمدة مدينة سليمان بيك ان القوات العراقية المدعومة بطائرات الهليكوبتر الحربية استعادت الأراضى في شمال بلدة سليمان بك بعد يوم من اجتياح جزء منها لمسلحين تنظيم داعش. وقتل ما لا يقل عن 12 من مقاتلي تنظيم داعش من قبل الجيش.[42]
- قتل 17 جنديا ورجل شرطة وجرح 12 آخرون في هجمات منفصلة استهدفت قوات الأمن في جميع أنحاء العراق.[43]
- قتل ما لا يقل عن 13 شخصا وجرح 65 آخرون نتيجة انفجار سبع سيارات مفخخة في وسط العراق.[44]
- قتل 16 شخصا وأصيب 32 آخرون في هجمات عنيفة منفصلة استهدفت بشكل رئيسي قوات الأمن العراقية في جميع أنحاء البلاد.[45]
- قتل ما لا يقل عن 20 شخصا وجرح 35 آخرون في العراق عندما أصابت ثلاث قذائف هاون سوقا مزدحمة في مدينة المسيب ذات الأغلبية الشيعية على بعد 60 كيلومترا جنوب بغداد.[46]
- قتل 21 شخصا وجرح 26 آخرون في هجمات عنيفة في أنحاء العراق.[47]
- 27 فبراير / شباط - لقى ما لا يقل عن 42 شخصا مصرعهم في انفجار دراجة نارية مزودة بمتفجرات انفجرت في مدينة الصدر في بغداد واستهدف مسلحون عدد من الأحياء الشيعية معظمها في جميع أنحاء البلاد.[48]

### مارس
- 1 مارس / آذار - قالت بعثة الأمم المتحدة إن ما مجموعه 703 أشخاص قد قتلوا في العراق في شباط / فبراير. واستبعد الرقم الوفيات الناجمة عن القتال الدائر بين القوات العراقية ومسلحي تنظيم داعش في غرب محافظة الأنبار. وقتل نحو 564 مدنيا و 139 من أفراد قوات الأمن في أعمال العنف في البلاد بينما أصيب 1,381 شخصا، من بينهم 1,179 مدنيا بجروح.[49]
- 5 مارس / آذار - قتل ما يصل إلى 26 شخصا وجرح 87 آخرون في هجمات عنيفة في أنحاء العراق بما في ذلك سلسلة من السيارات المفخخة في بغداد.[50]

- 6 مارس / آذار - قتل ما لا يقل عن 37 مدنيا في سلسلة من التفجيرات في المناطق التجارية في وسط العراق.[51]
- 9 مارس / آذار - قتل ما لا يقل عن 50 شخصا وجرح أكثر من 150 آخرين في تفجير انتحاري عند نقطة تفتيش مزدحمة جنوب مدينة بغداد.[52]
- 18 مارس / آذار - قتل ما لا يقل عن 18 شخصا وجرح 24 آخرون في هجمات منفصلة في أنحاء العراق.[53]
- 19 مارس / آذار - قتل ما لا يقل عن 37 شخصا وأصيب 40 شخصا بسبب اندلاع أعمال عنف في أنحاء العراق، بما في ذلك ضحايا القصف والاشتباكات في المناطق الواقعة تحت سيطرة المسلحين القريبة من مدينة بغداد.[54]
- 21 مارس / آذار - استولى المسلحون على قرية صرحة في شمال العراق، كما قتل 27 شخصا من بينهم ما لا يقل عن 10 من رجال الشرطة وأكثر من 50 جريحا نتيجة لهجمات في جميع أنحاء البلاد.[55]
- 25 مارس / آذار- لقى أكثر من 80 شخصا مصرعهم في سلسلة من الهجمات في العراق حيث ارتفع عدد القتلى في منطقة بغداد. وكان ما لا يقل عن 41 من الضحايا من جنود الجيش العراقى الذين وقعوا في كمين كبير بالقرب من التاجى واسفر عن مصرع 22 شخصا واصابة 15 اخرين. وأسفر التفجير الانتحاري الذي وقع في وقت سابق قرب المدينة عن مقتل 5 جنود وجرح 14 آخرين، في حين أسفر هجوم على موقع عسكرى في الطارمية عن مقتل 8 جنود وجرح 14 آخرين.[56][57]
- 27 مارس / آذار - أعلنت السلطات العراقية عن مقتل 19 شخصا واصابة 52 آخرون في تفجيرات استهدفت شارع تجاري وسوق في نفس الحي شمال بغداد.[58]

### أبريل
- 2 أبريل / نيسان: قتل 25 شخصا على الأقل وجرح 23 آخرون في هجمات منفصلة استهدفت بشكل رئيسي جنود قوات الأمن العراقية في جميع أنحاء العراق.[59]
- 3 أبريل / نيسان: قال المتحدث باسم وزارة الداخلية سعد معن إبراهيم إن أكثر من 40 من مقاتلي تنظيم داعش وضابط واحد من قوات الأمن العراقية قد قتلوا في اشتباكات قرب بغداد. وفي وقت لاحق، قتل خمسة أشخاص وأصيب سبعة عشر آخرون في أماكن أخرى من البلاد نتيجة للهجوم.[60][61]
- 5 أبريل / نيسان: قتل 18 جنديا على الأقل في انفجار وأدى إلى تبادل لإطلاق النار في منزل مفخخ بالقرب من مدينة الفلوجة.[62]
- 8 أبريل / نيسان: قتل 15 شخصا على الأقل في هجمات في العراق بينما قالت قوات الأمن إنها قتلت 25 مسلحا بالقرب من بغداد وسط مخاوف من أن المتمردين يتعدون على العاصمة قبل الانتخابات بأسابيع.[63]
- 9 أبريل / نيسان: قتل ما لا يقل عن 24 شخصا و 48 جريحا في سلسلة من السيارات المفخخة عددا من الأحياء الشيعية في بغداد.[64]
- 10 أبريل / نيسان: قتل ما لا يقل عن 25 شخصا وأصيب 31 آخرون في هجمات عنف منفصلة في جميع أنحاء العراق.[65]
- 12 أبريل / نيسان: قتل ما لا يقل عن 21 شخصا وجرح 45 آخرون في هجمات عنف منفصلة في جميع أنحاء العراق.[65]
- 13 أبريل / نيسان: قتل ما لا يقل عن 36 شخصا وجرح 28 آخرون في هجمات عنف منفصلة في جميع أنحاء العراق.[66]
- 16 أبريل / نيسان: قتل ما لا يقل عن 36 شخصا وأصيب 53 آخرون في هجمات منفصلة في أنحاء العراق.[67]
- 17 أبريل / نيسان: قتل ما لا يقل عن 30 شخصا من بينهم جنود عراقيون وأصيب العشرات بجراح نتيجة لهجمات إرهابية منفصلة في جميع أنحاء العراق.[68]
- 19 أبريل / نيسان: قتل ما لا يقل عن 69 شخصا حوالي نصفهم من المسلحين و 73 مدنيا وأفراد الأمن أصيبوا أثناء أعمال العنف الجارية في جميع أنحاء العراق.[69]
- 20 أبريل / نيسان: قتل ما لا يقل عن 79 شخصا وجرح 112 آخرون أثناء أعمال العنف الجارية في أنحاء العراق.[70]
- 21 أبريل / نيسان: قتل 33 شخصا وجرح 50 آخرون في هجمات منفصلة، بما في ذلك تفجيرين انتحاريين في جميع أنحاء العراق.[71]
- 23 أبريل / نيسان: نفذ مسلحون يرتدون الزي العسكري هجوما بين عشية وضحاها على مركز اقتراع في منطقة نائية من شمال البلد وقتلوا 10 من الحراس.[72]
- 26 أبريل / نيسان: قتل ما لا يقل عن 31 شخصا وأصيب 56 آخرون في هجومين بسيارة مفخخة في مظاهرة انتخابية برلمانية في بغداد.[45]
- 27 أبريل / نيسان: وقع تفجير من قبل القوات الجوية العراقية لقافلة لنقل الوقود على الحدود السورية العراقية عندما حاولت القافلة اختراق الحدود العراقية من سوريا. وقال العميد سعد معن المتحدث باسم وزارة الداخلية إن "الجيش أصاب ثماني شاحنات تحمل عدد من الصهاريج في وادي سوواب داخل الأراضي السورية أثناء محاولتهم دخول الأراضي العراقية لتوفير الوقود لتنظيم الدولة الإسلامية في العراق والشام (داعش). وقتل ثمانية مسلحين في الحادث.[73][74]
- 28 أبريل / نيسان: قتل ما يقرب من 60 شخصا من بينهم 27 من أفراد قوات الأمن العراقية وأصيب 50 آخرون في سلسلة من الهجمات بالقنابل في أنحاء العراق بينما تستعد البلاد للانتخابات البرلمانية.[75]
- 29 أبريل / نيسان: قتل ما مجموعه 35 شخصا وأصيب 69 آخرون في هجمات منفصلة في جميع أنحاء العراق.[76]

### أيار / مايو
- 4 أيار / مايو: قال مسؤولون إن أكثر من 30 شخصا قتلوا في غضون 24 ساعة نتيجة لأعمال العنف في العراق، بما في ذلك القصف في المدينة التي يسيطر عليها المسلحون والهجوم الذي استهدف الحجاج الشيعة.[77]
- 6 أيار / مايو: قتل 24 شخصا وأصيب 29 آخرون في حوادث العنف المنفصلة في جميع أنحاء العراق.[78]
- 11 أيار / مايو: قتل ما مجموعه 41 شخصا من بينهم 20 جنديا من الجيش العراقي و 30 جريحا في جميع أنحاء العراق في هجمات منفصلة للمسلحين استهدفت بشكل رئيسي قوات الأمن.[72][79]
- 16 أيار / مايو: قتل ما لا يقل عن 29 شخصا وأصيب العشرات خلال التفجيرات وإطلاق النار حول العاصمة العراقية، بما في ذلك هجوم شنه مسلحون باستخدام نقطة تفتيش مزيفة لقتل ضباط الجيش.[80]
- 28 أيار / مايو: قتل أكثر من 60 شخصا وأصيب عشرات آخرين في جميع أنحاء العراق.[81]
- 29 أيار / مايو: قتل ما لا يقل عن 74 شخصا وجرح 52 آخرون في سلسلة من الهجمات في أنحاء العراق، بما في ذلك العاصمة بغداد.[82]

### يونيو

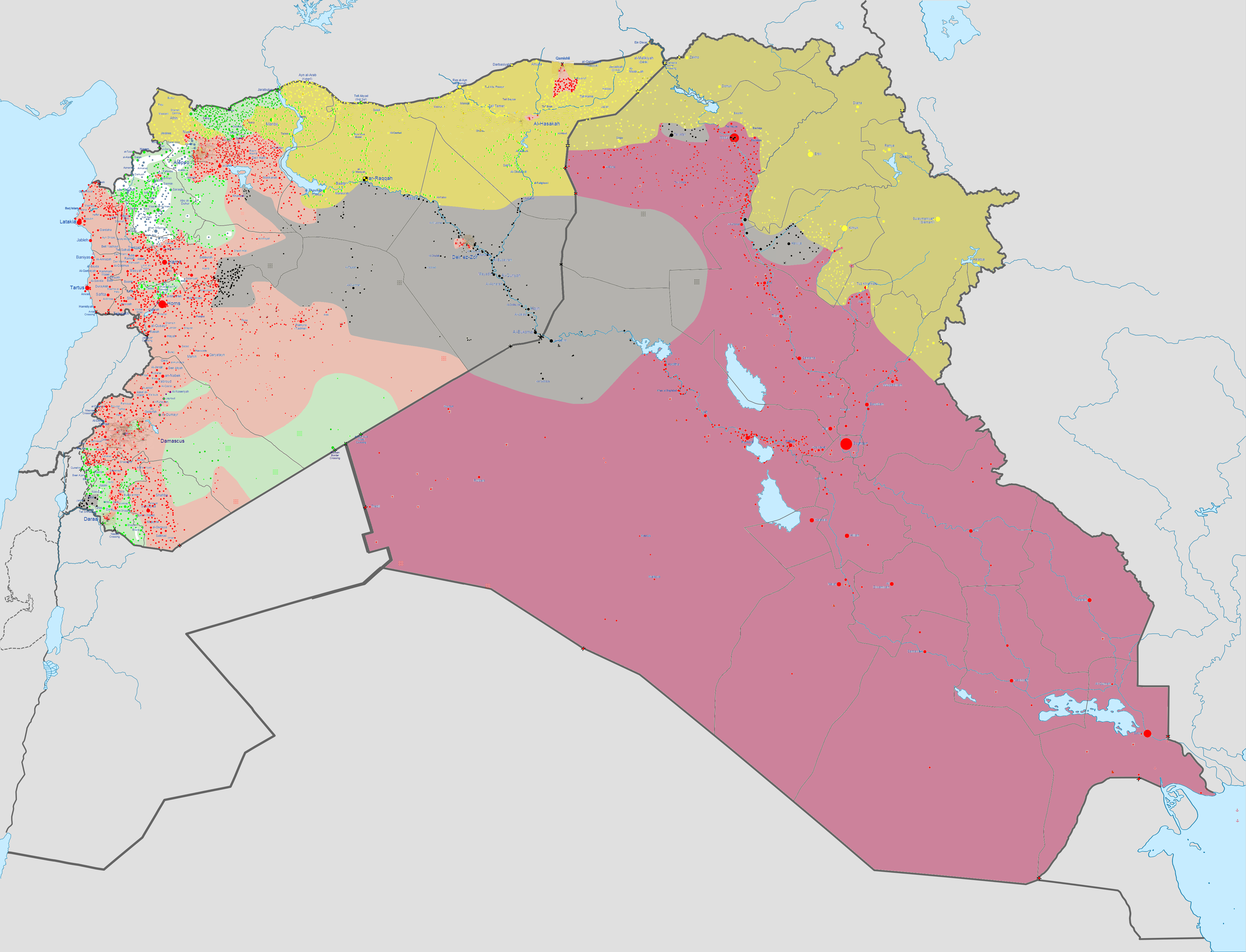
الوضع العسكري الحالي (10 مارس 2017) :
مناطق تسيطر عليها قوات المعارضة السورية
مناطق تسيطر عليها قوات الحكومة السورية
مناطق تسيطر عليها قوات الحكومة العراقية
مناطق يسيطر عليها تنظيم الدولة الإسلامية في العراق وسوريا (داعش)
مناطق تسيطر عليها القوات الكردية السورية
مناطق تسيطر عليها القوات الكردية العراقية

- في مطلع شهر حزيران / يونيو وبعد هجمات واسعة النطاق في العراق، أفادت التقارير بأن تنظيم داعش سيطر على معظم الموصل وهي ثاني أكبر مدينة من حيث عدد السكان في العراق وجزء كبير من محافظة نينوى ومدينة الفلوجة. كما سيطر تنظيم داعش على مدينة تكريت المركز الإداري لمحافظة صلاح الدين بهدف نهائي هو الاستيلاء على بغداد على العاصمة العراقية. ويعتقد أن تنظيم داعش ليس لديه سوى 2.000 إلى 3.000 مقاتل حتى هجوم شمالي العراق (يونيو 2014)، ولكن خلال ذلك الهجوم أصبح من الواضح أن هذا العدد كان أقل من التقدير.[83][84][85][86]
- في حزيران / يونيو أيضا، كانت هناك تقارير تفيد بأن عددا من المجموعات السنية في العراق التي كانت معارضة للحكومة الشيعية قد انضمت إلى تنظيم داعش، مما عزز أعداد التنظيم غير المذكورة ومع ذلك، فإن الأكراد ومعظمهم من السنة في شمال شرق العراق كانوا غير راغبين في الدخول في النزاع وكانت هناك اشتباكات في المنطقة بين تنظيم داعش والبيشمركة الكردية.[87][إخفاق التحقق][88][89][90]
- 5 حزيران / يونيو: اقتحم مسلحون من تنظيم داعش مدينة سامراء في العراق قبل الإطاحة بهم في المدينة بضربات جوية شنتها القوات المسلحة العراقية.[91]
- 6 حزيران / يونيو: نفذ مسلحون تابعين لتنظيم داعش هجمات متعددة في مدينة الموصل العراقية.[92][93]
- 7 حزيران / يونيو: استولى مقاتلو من تنظيم داعش على جامعة الأنبار في الرمادي بالعراق واحتجزوا 1300 طالب كرهائن، قبل أن يطيح بهم الجيش العراقي.[94][95]
- 9 حزيران / يونيو: سقوط مدينة الموصل تحت سيطرة تنظيم داعش. واستولى المسلحون على مكاتب الحكومة والمطار ومراكز الشرطة. كما نهب المسلحون البنك المركزي في الموصل، حيث أفادت التقارير أنهم هربوا بمبلغ 429 مليون دولار أمريكي. وفر أكثر من 500,000 شخص من الموصل هربا من تنظيم داعش. وتعتبر الموصل مدينة إستراتيجية كما هي على مفترق الطرق بين سوريا والعراق، ويهدد تنظيم داعش بالسيطرة على حقول إنتاج النفط.[86][96][97][98]
- 11 حزيران / يونيو: استولى تنظيم الدولة الإسلامية (داعش) على القنصلية التركية في مدينة الموصل العراقية، واختطف رئيس البعثة الدبلوماسية وعدد من الموظفين. واستولى تنظيم الدولة الإسلامية (داعش) على مدينة تكريت العراقية.[99]
- 12 يونيو / حزيران: أصدرت منظمة هيومن رايتس ووتش وهي منظمة دولية للدفاع عن حقوق الإنسان بيانا حول التهديد المتزايد الذي يتعرض له المدنيون في العراق.[100]
- 13 حزيران / يونيو: أعربت نافانيثيم بيلاي مفوض الأمم المتحدة السامي لحقوق الإنسان عن قلقها إزاء التقارير التي تفيد بأن مقاتلي تنظيم داعش «يسعون بنشاط إلى قتل الجنود والشرطة وغيرهم، بمن فيهم المدنيون، وفي بعض الحالات، الذين يعتبرونهم مرتبطين الحكومة».[101]

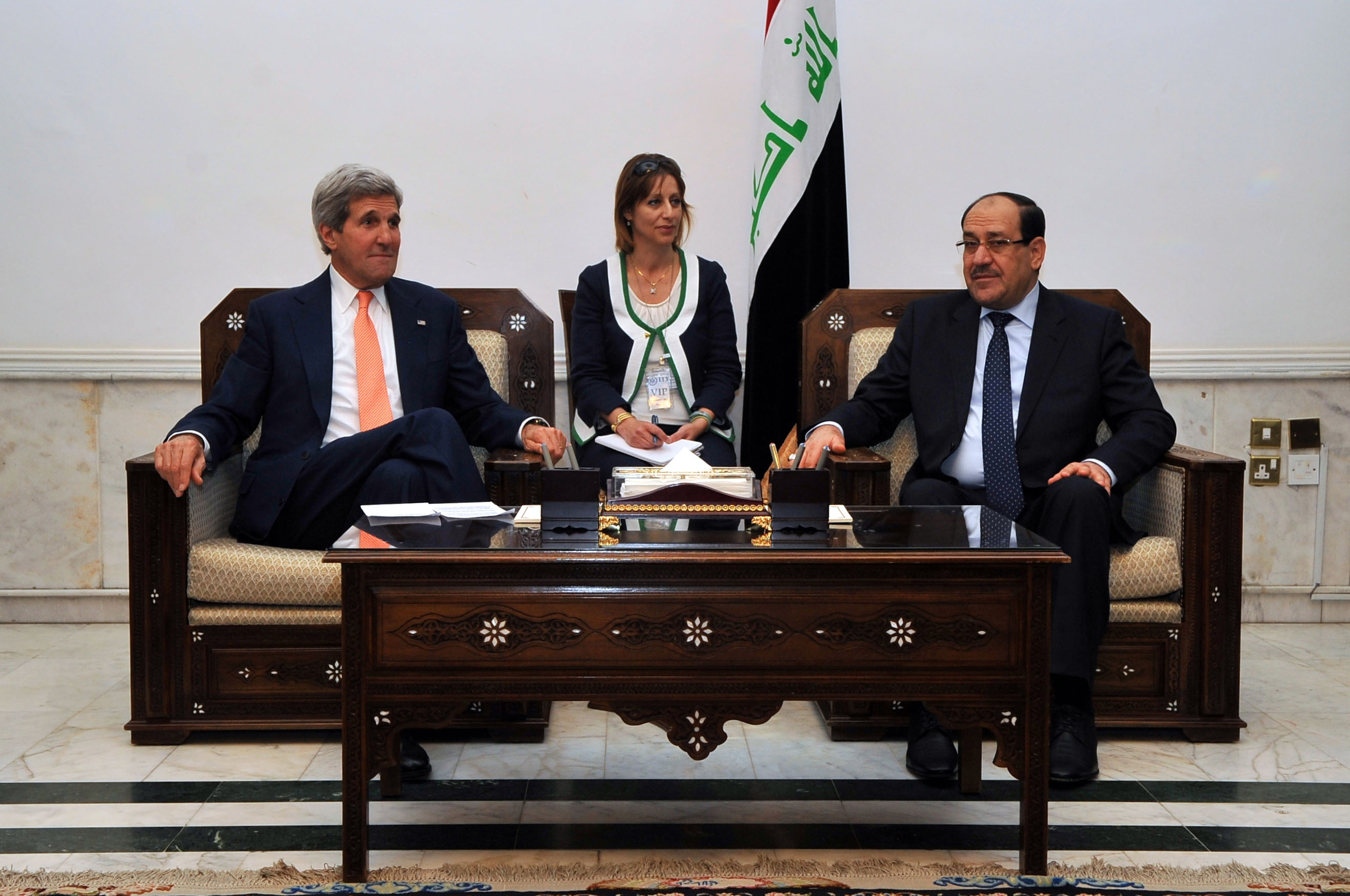
لقاء بين وزير الخارجية الأمريكي جون كيري ورئيس الوزراء العراقي نوري المالكي في بغداد في 23 حزيران / يونيو 2014.

- 15 حزيران / يونيو: استولى مقاتلو تنظيم داعش على مدينة تلعفر العراقية في محافظة نينوى. وادعى تنظيم داعش أن 1700 جندي عراقي قد استسلموا في القتال وقتلوا ونفذوا العديد من عمليات الإعدام الجماعية من خلال الأخبار على موقع تويتر ومواقع مختلفة.[102][103]
- 22 حزيران / يونيو: استولى مقاتلين من تنظيم داعش على معبرين رئيسيين في محافظة الأنبار، بعد يوم من الاستيلاء على المعبر الحدودي في بلدة القائم، وهي بلدة تقع على الحدود مع سوريا. ووفقا للمحللين، فإن السيطرة على هذه المعابر يمكن أن يساعد تنظيم داعش في نقل الأسلحة والمعدات إلى ساحات القتال المختلفة.[104]
- 24 حزيران / يونيو: قصفت القوات الجوية السورية مواقع تنظيم داعش في العراق. وقال رئيس الوزراء العراقي نوري المالكي: «لم يكن هناك تنسيق، لكننا نرحب بهذا الإجراء، ونحن نرحب بأي ضربة سورية ضد تنظيم داعش لأن هذا التنظيم يستهدف العراق وسوريا».[105]
- 25 حزيران / يونيو: تعهد فرع جبهة النصرة في بلدة البو كمال السورية بالولاء لتنظيم داعش، مما أدى إلى انتهاء أشهر من القتال بين المجموعتين.[106][107]
- 25 حزيران / يونيو: قال رئيس الوزراء نوري المالكي في مقابلة مع هيئة الإذاعية البريطانية البي بي سي إن العراق اشترى طائرات مقاتلة من طراز سوخوي من روسيا وبيلاروسيا لمحاربة مقاتلي تنظيم داعش بعد تأخر تسليم مقاتلات اف -16 التي تم شراؤها من الولايات المتحدة. وقال «أنه لو كان لدينا غطاء جوى كنا قد تجنبنا ما حدث».[108][109][110]
- 26 حزيران / يونيو: بدأ العراق أول هجوم مضاد له ضد تقدم تنظيم داعش بهجوم محمول جوا مخطط للاستيلاء على سيطرة جامعة تكريت.[111]
- 28 حزيران / يونيو: ذكرت صحيفة جيروزاليم بوست أن إدارة أوباما طلبت 500 مليون دولار من الكونغرس الأمريكي لاستخدامها في تدريب وتسليح قوات المعارضة السورية «المعتدلة» الذين يقاتلون ضد الحكومة السورية، لمواجهة التهديد المتزايد الذي يشكله تنظيم الدولة الإسلامية في العراق والشام (داعش).[112]
- 29 حزيران / يونيو: أعلن تنظيم داعش عن إنشاء خلافة جديدة. وتم تعيين أبو بكر البغدادي الخليفة وغير التنظيم اسمه رسميا إلى تنظيم الدولة الإسلامية.[113]

### يوليو

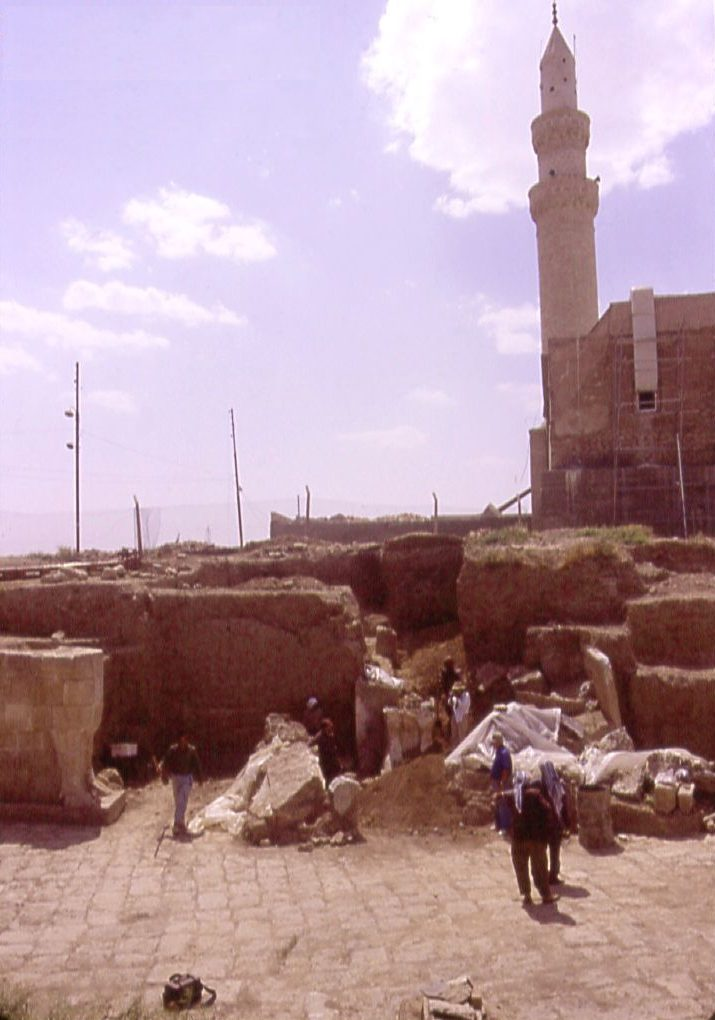
مسجد النبي يونس قبل تدميره.

- 2 تموز / يوليو: قال أبو بكر البغدادي الخليفة الذي نصب نفسه على تنظيم الدولة الإسلامية الجديد إن المسلمين يجب أن يتحدوا للسيطرة على روما من أجل "امتلاك العالم". ودعا المسلمين في جميع أنحاء العالم للتوحد وراءه كزعيم لهم."[114][115][116]
- 3 تموز / يوليو: استولى تنظيم الدولة الإسلامية (داعش) على أكبر حقل نفطى في سوريا من مقاتلين إسلاميين متنافسين تابعين لجبهة النصرة الذين لم يبدوا أي مقاومة للهجوم. وقد أعطى السيطرة على حقل عمر دخول تنظيم داعش إلى احتياطيات النفط الخام المفيدة.[117]
- 17 تموز / يوليو: سيطر تنظيم الدولة الإسلامية (داعش) على حقل الشاعر في محافظة حمص في سوريا. ووفقا للمرصد السوري لحقوق الإنسان، فإن ما لا يقل عن 90 من حراس قوات الدفاع الوطني الذين يدافعون عن هذا الميدان قد قتلوا وكذلك 21 من مقاتلي تنظيم داعش. وبعد ذلك أوردت منظمة هيومن رايتس ووتش حصيلة القتلى من القتال والإعدام يصل إلى حوالى 270 من الجنود ورجال الميليشيات والموظفين وما لا يقل عن 40 مقاتلا من تنظيم داعش.[118][119]
- 19 تموز / يوليو: أعلن تنظيم داعش مسؤوليته عن تفجير انتحاري أسفر عن مقتل 33 شخصا وجرح أكثر من 50 جريحا. ووقع الانفجار في حي الكاظمية في بغداد، وهو موقع يضم ضريح كبير للشيعة.[120]
- 24 تموز / يوليو: قام تنظيم الدولة الإسلامية (داعش) بتفجير مسجد وقبر النبي يونس في مدينة الموصل ولم يبلغ عن وقوع إصابات. وقال سكان المنطقة إن تنظيم داعش قد قام بمسح قطعة من التراث العراقي. ويعتبر قبر النبى يونس موقعا مقدسا هاما في التراث اليهودي أيضا.[121][122][123][124]
- 26 تموز / يوليو: فجر تنظيم الدولة الإسلامية (داعش) ضريح النبى شيث في الموصل. وأكد سامي المسعودي نائب رئيس هيئة الوقف الشيعية التي تشرف على المواقع المقدسة عن مقدار الدمار الذي لحق بالأضرحة وأضاف أن تنظيم داعش أخذ القطع الأثرية من الضريح إلى مكان مجهول.[125]
- 28 تموز / يوليو: بمناسبة عيد الفطر المبارك أصدر تنظيم داعش شريط فيديو مدته 30 دقيقة يظهر مشاهد تصويرية لعمليات الإعدام الجماعية.[126][127]
- أفادت الأمم المتحدة أنه من بين 1.737 إصابة قاتلة في النزاع في العراق خلال تموز / يوليو كان من بينهم 1.186 من المدنيين.[128]

### أغسطس
- 1 آب / أغسطس: أعلنت الحكومة الإندونيسية أن تنظيم داعش منظمة إرهابية.[130][131][132][133][134][135]
- 2 آب: أكد الجيش العراقي أن 37 مقاتلا موالين قد لقوا حتفهم أثناء القتال مع مقاتلي تنظيم الدولة الإسلامية (داعش) في جنوب بغداد وفي الموصل. وادعى حزب الاتحاد الوطني الكردستاني أن «المئات» من عناصر تنظيم داعش قد قتلوا في هذا العمل.[66]
- 2 آب / أغسطس: قام تنظيم داعش وحلفاؤه من جبهة النصرة باقتحام الحدود مع لبنان في بلدة عرسال وحولها، مما أدى إلى معركة استمرت خمسة أيام بينهم وبين الجيش اللبناني، الذين قاموا بدفع تنظيم داعش مرة أخرى عبر الحدود إلى سوريا. وقتل أكثر من مائة مقاتل، وقتل أو جرح عشرات المدنيين.
- 3 آب / أغسطس: احتل مقاتلو تنظيم داعش مدينة زمار وحقل نفط في شمال العراق، بعد معركة ضد القوات الكردية.[136]
- 5 آب / أغسطس: ذكرت قناة الجزيرة أن هجوم تنظيم الدولة الإسلامية في منطقة سنجار بشمال العراق أجبر 30,000-50,000 ايزيدي على الفرار إلى الجبال خشية أن يقتلوا من قبل تنظيم الدولة الإسلامية (داعش). وقد هددوا بالقتل إذا رفضوا التحول إلى الإسلام. وقال ممثل للأمم المتحدة إن «مأساة إنسانية تتكشف في سنجار».[137]
- 6 آب / أغسطس: اختطف تنظيم الدولة الإسلامية 400 امرأة ايزيدية في سنجار لبيعهن كرقيق للجنس.[73]
- 7 آب / أغسطس: سيطر مقاتلو تنظيم داعش على مدينة قراقوش في محافظة نينوى في شمال العراق، مما أجبر سكانها المسيحيين على الفرار. وقد أذن الرئيس أوباما بضربات جوية موجهة ضد العراق ضد تنظيم داعش، إلى جانب عمليات إسقاط المساعدات الجوية. وعرضت المملكة المتحدة المساعدة على القوات الأمريكية في عمليات المراقبة والتزود بالوقود، كما خططت للإسقاط الجوي الإنساني للاجئين العراقيين.[138][139][140]
- 8 آب / أغسطس: أكدت الولايات المتحدة أن التدمير المنظم للشعب الأيزيدي من قبل تنظيم الدولة الإسلامية (داعش) هو الإبادة الجماعية. شن الجيش الأمريكي غارات جوية غير محددة تستهدف مقاتلي تنظيم الدولة الإسلامية (داعش) معدات ومنشآت بدعم من المساعدات الإنسانية من المملكة المتحدة وفرنسا، من أجل حماية المدنيين في شمال العراق. وقد تقدم تنظيم الدولة الإسلامية (داعش) في غضون 30 كيلومترا من أربيل في شمال العراق. وتدرس المملكة المتحدة أيضا الانضمام إلى الولايات المتحدة في الضربات الجوية.[141][142][143][144][145][146]
- 10 آب / أغسطس: قال وزير الخارجية الفرنسي لوران فابيوس إن الأكراد العراقيين يجب أن يكونوا جاهزين لمحاربة تنظيم داعش، وأشاروا إلى أن فرنسا ستنظر في تقديم مساعدات الأسلحة «بالتنسيق مع الأوروبيين». دفن مسلحو تنظيم الدولة الإسلامية (داعش) عددا غير معروف من النساء والأطفال الأيزيديين أحياء، في هجوم أسفر عن مقتل 500 شخص، في ما وصف بأنه إبادة جماعية مستمرة في شمال العراق.[147][148][149]
- 11 آب / أغسطس: اتهمت الجامعة العربية تنظيم الدولة الإسلامية (داعش) بارتكاب جرائم ضد الإنسانية. قررت المملكة المتحدة عدم الانضمام إلى الولايات المتحدة في الضربات الجوية وبدلا من ذلك صعدت مساعدتها الإنسانية للاجئين.[150][151][152]
- 12 آب / أغسطس: تلقى والدا الصحفي الأمريكي المختطف جيمس فولي رسالة إلكترونية من خاطفيه. وأعلنت الولايات المتحدة أنها لن تمدد ضرباتها الجوية ضد تنظيم الدولة الإسلامية (داعش) إلى مناطق خارج شمال العراق، مؤكدة أن الهدف من الغارات الجوية هو حماية الدبلوماسيين الأمريكيين في أربيل. وقامت الولايات المتحدة والمملكة المتحدة بنقل 60,000 لتر من الماء و 75,000 وجبة طعام للاجئين الذين تقطعت بهم السبل. ودعا الفاتيكان الزعماء الدينيين من جميع الطوائف ولا سيما القادة المسلمين إلى توحيد إدانة تنظيم الدولة الإسلامية (داعش) لما وصفته ب «الجرائم الشنيعة» واستخدام الدين لتبريرها.[153][154]

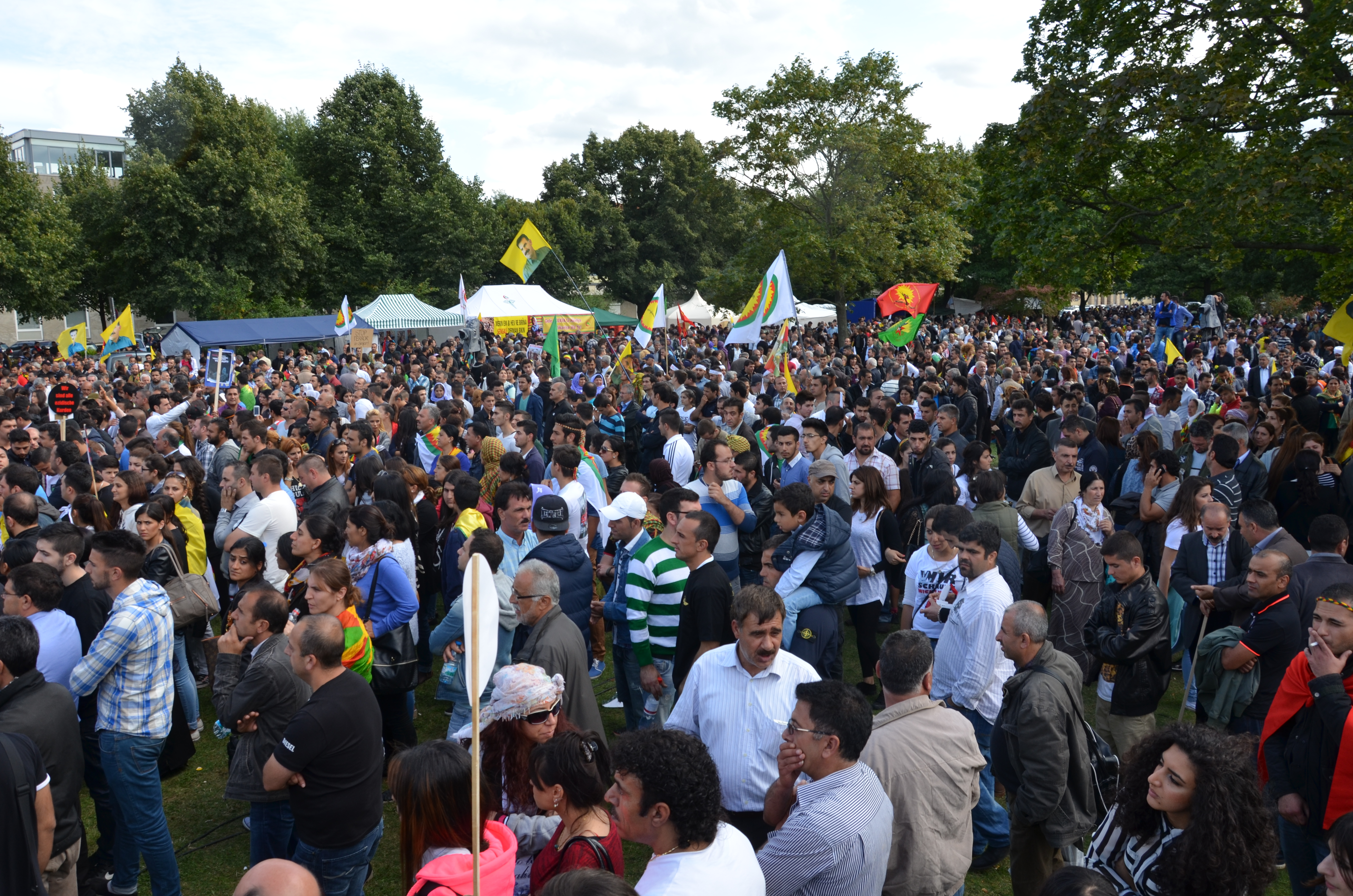
أكثر من 10 آلاف كردي في مدينة هانوفر الألمانية احتجاجا على إرهاب تنظيم داعش في العراق في 16 أغسطس 2014.

- 15 آب / أغسطس: أصدر مجلس الأمن التابع للأمم المتحدة قرارا «يأسف ويدين بأقوى العبارات الأعمال الإرهابية التي يقوم بها تنظيم الدولة الإسلامية (داعش) وأيديولوجيتها المتطرفة العنيفة واستمرار انتهاكاتها الجسيمة والمنهجية والواسعة النطاق لحقوق الإنسان وانتهاكاتها القانون الدولي الإنساني».[155]
- 16 آب / أغسطس: أعدم تنظيم داعش 80 ايزيديا. ووافق الاتحاد الأوروبي على تزويد القوات الكردية بالأسلحة، واستمرت القوات العسكرية الأمريكية في مهاجمة مقاتلي تنظيم الدولة الإسلامية (داعش) في المنطقة المحيطة بسد الموصل في العراق.[156][157][158]
- 17 آب / أغسطس: بدأت قوات البشمركة الكردية بمساعدة من الحملة الجوية الأمريكية، هجوما لاستعادة سد الموصل الاستراتيجي من تنظيم الدولة الإسلامية (داعش)، وسط مخاوف من أن يؤدي تدمير السد إلى إطلاق موجة من المياه تصل إلى 65 قدما يمكن أن تغرق المنطقة الشمالية من مدينة الموصل وحتى من الممكن أن تصل الفيضانات الي بغداد.[159][160]
- 18 آب / أغسطس: البابا فرنسيس بابا الكاثوليك الرومانيين البالغ عددهم 1.2 مليار نسمة، قال إن المجتمع الدولي سيكون له ما يبرره لوقف المسلحين المتطرفين في العراق. وقال أيضا إنه لا ينبغي أن يكون لأمة واحدة أن تقرر كيفية التدخل في الصراع. وأرسلت هولندا مقاتلات لضرب تنظيم داعش في العراق عند الحاجة.[161][162][163]
- 19 آب / أغسطس: وفقا للمرصد السوري لحقوق الإنسان، زاد حجم قوات تنظيم الدولة الإسلامية (داعش) إلى أكثر من 50 ألف مقاتل في سوريا. ظهر مقطع فيديو للصحفي الأمريكي جيمس فولي يتم قطع رأسه من قبل تنظيم الدولة الإسلامية (داعش).[164][165]
- 20 آب / أغسطس: ندد الرئيس الأمريكي أوباما «بالقتل الوحشي لجيمس فولي من قبل تنظيم داعش الإرهابي».[166]
- 21 آب / أغسطس: اعترف الجيش الأمريكي بأن محاولة إنقاذ سرية شملت عشرات من قوات العمليات الخاصة الأمريكية قد تم إجراؤها لإنقاذ جيمس فولي وغيره من الأميركيين الذين أسروا في سوريا من قبل مسلحي تنظيم الدولة الإسلامية (داعش). وكان الهجوم الجوي والبري الذي ينطوي على أول عمل عسكري أمريكي معروف داخل سوريا كان إذن من الرئيس باراك أوباما. وأسفرت عملية إطلاق النار التي تلت ذلك عن إصابة جندي أمريكي بجروح. ولم تنجح عملية الإنقاذ، حيث لم يكن فولي وسائر الأسرى في الموقع المستهدف. وكانت هذه أول مشاركة معروفة من قبل القوات البرية الأمريكية مع المشتبه في أنهم من تنظيم الدولة الإسلامية (داعش). وحذر وزير الدفاع الأميركي من أن تنظيم الدولة الإسلامية (داعش) تمول تمويلا هائلا للغاية، «وأن ليس لديهم أي معيار من السلوك الأخلاقي والسلوك البشري المسؤول»، وتشكل تهديدا وشيكا للولايات المتحدة.[167]
- 22 آب / أغسطس: الولايات المتحدة تدرس ضربات جوية على تنظيم داعش في سوريا، الأمر الذي من شأنه أن يجذب القوات العسكرية الأمريكية مباشرة إلى الحرب الأهلية السورية، حيث يضع الرئيس أوباما إستراتيجية طويلة الأمد لهزيمة تنظيم الدولة الإسلامية (داعش).[168]
- 23 آب / أغسطس: ذكرت قناة الجزيرة الأمريكية أن القوات الإيرانية قد عبرت إلى العراق وكانت تقاتل إلى جانب قوات البشمركة والقوات العراقية.[169]
- 28 آب / أغسطس: ذكر مسؤول أمريكى أن الطائرات بدون طيار الأمريكية تختار بيانات الأهداف الجديد في 28 أغسطس.[45][170][171]
- 31 آب / أغسطس: بدأت الولايات المتحدة وفرنسا والمملكة المتحدة واستراليا في زيادة المساعدات الإنسانية، مثل الغذاء والمياه والإمدادات الطبية، للمساعدة في منع وقوع مذبحة محتملة ضد الأقلية التركمانية الشيعية في أمرلي. كما شنت الولايات المتحدة ضربات جوية على مواقع تنظيم داعش حول أمرلي وقربها. وقال مسؤولون عراقيون إنهم وصلوا إلى أمرلي وكسروا الحصار وأن الجيش يقاتل من أجل تطهير المناطق المحيطة بالبلدة. ومن المعروف أن هذا هو أول نقطة تحول رئيسية ضد تنظيم داعش في العراق.[172]

### سبتمبر
- 2 أيلول / سبتمبر: أرسلت الولايات المتحدة 250 جنديا أمريكيا إضافيا لحماية الموظفين الأمريكيين في العراق.[173]
- 3 أيلول / سبتمبر: أصدر تنظيم الدولة الإسلامية في العراق والشام (داعش) شريط فيديو على وسائط التواصل الاجتماعي يظهر فيه مراسل أمريكي ثان يتم قطع رأسه من قبل رجل ملثم يعتقد أنه «الجهادى جون»، وهو نفس الرجل الذي قطع رأس الصحفي الأمريكي جيمس فولي؛ وقدم ديفيد هوثورن كينز أيضا في شريط الفيديو وقال الرجل الملثم أنه إذا لم تتوقف أمريكا وحلفاؤها والانسحاب من العراق، فإن الرهينة الإنكليزي سيكون الشخص الثالث الذي سيتم قطع رأسه.
- قدمت أستراليا حمولة من الأسلحة إلى القوات الكردية في شمال العراق، للمساعدة في محاربة تنظيم داعش.[174]
- 7 أيلول / سبتمبر: أطلقت الولايات المتحدة ضربات جوية جديدة على تنظيم داعش في غرب العراق، في محاولة لحماية سد حديثة.[175]
- 10 أيلول / سبتمبر: أذن الرئيس الأمريكي باراك أوباما بمبلغ 25 مليون دولار «للمساعدة العسكرية الفورية» للحكومة العراقية وحكومة إقليم كردستان. كما عرض خططا لتوسيع العمليات الأمريكية ضد تنظيم داعش في سوريا في خطاب تلفزيوني إلى الأمة.[176][177][178]
- 14 أيلول / سبتمبر: وصل 400 من أفراد سلاح الجو الأسترالي مع عدد من الطائرات يصل عددهم إلى ثماني طائرات من طراز سوبر هورنيت، وطائرات الإنذار المبكر والتحكم، وطائرات التزود بالوقود الجوي إلى العراق.[179]
- 19 أيلول / سبتمبر: أطلقت الغارات الجوية الفرنسية الأولى. وقد أذن المجلس البلجيكي بالمشاركة البلجيكية لمدة شهر واحد بعد ظهر يوم 19 سبتمبر بعد أكثر من 3 ساعات من النقاش. وقال وزير الدفاع بيتر دى كريم ان الوحدة العسكرية البلجيكية كانت تضم 120 شخصا من بينهم ثمانية من الطيارين وعدد غير معروف من المقاتلين من طراز اف - 16 ومقرها الأردن.[180][180]
- 22 أيلول / سبتمبر: دعت الشرطة الأسترالية إلى الهدوء بعد أن رسم مجهولون رسم جرافيتى لهجوم لتنظيم داعش وشيك في أستراليا على الجدران في مدينة كيرنز في 22 سبتمبر / أيلول.[181]
- 23 أيلول / سبتمبر: حلقت طائرتان من القوات الجوية الأمريكية من طراز إف -15 إي سترايك إيجلز فوق شمال العراق بعد غارات جوية على شمال سوريا وفي صباح يوم 23 سبتمبر / أيلول 2014. أعلنت وكالة رويترز صواريخ كروز أصابت الرقة في سوريا. وقد أصيبت في 23 سبتمبر / أيلول محطة لتكرير البترول ومخزن زخيرة ومحطة لتوليد الكهرباء ومركز لتدريب المسلحين.[182][183]
- 24 أيلول / سبتمبر: نتيجة لاجتماع الجمعية العامة للأمم المتحدة، قررت عدد من الدول المختلفة أنها ستقدم دعما عسكريا ضد تنظيم داعش.
- 25 أيلول / سبتمبر: استهدفت غارات جوية أمريكية وعربية منشآت نفطية يسيطر عليها تنظيم داعش في سوريا والعراق.
- 26 أيلول / سبتمبر: نظمت أعداد كبيرة من الاحتجاجات في أوروبا والولايات المتحدة تضامنا مع شعب مدينة عين العرب (كوباني) ومعظمهم من الأكراد في سوريا، متزامنة مع الغارات الجوية الأمريكية الأولى على ضواحي المدينة يوم السبت ضد تنظيم الدولة الإسلامية (داعش). ووقعت الاعتصامات والاحتجاجات يومي الجمعة والسبت في مدن في ألمانيا وهولندا والدنمارك وبريطانيا والنمسا والولايات المتحدة. وأعلنت رئيسة الوزراء الدنماركية هيلي ثورنينغ شميت أن الدنمارك ستنشر 250 طيارا وموظفين، وثلاث طائرات احتياطية. وتمت إضافة 4 طائرات قتالية في وقت لاحق من ذلك اليوم.[180][182][184][185]
- 28 أيلول / سبتمبر: أرسلت أستراليا 6 طائرات من نوع F / A-18F سوبر هورنيت وE-7A ويدجيتيل وكك-30. كما تم استخدم طائرة ركاب من طراز إيرباص كطائرة للتزود بالوقود في طلعة ثانية للطائرات على شمال العراق في 28 سبتمبر.[186][187]
- 29 أيلول / سبتمبر: سقطت قذائف هاون قرب معبر مرسيتبينار على الحدود التركية / السورية، بالقرب من مجموعة من الصحفيين وقوات الأمن التركية، وسقطت قذيفة أخرى بالقرب من مخيم للاجئين، على بعد كيلومتر واحد داخل تركيا. وناقش البرلمان الكندي القيام بغارات جوية في العراق في 29 سبتمبر / أيلول.[188][189]
- 30 أيلول / سبتمبر: قصفت طائرة تورنادو بريطانية موقع أسلحة ثقيلة يسيطر عليه تنظيم داعش في شمال غرب العراق مما يمثل أول مشاركة للجيش البريطاني ضد أهداف لتنظيم داعش. واستخدمت 2 من طائرات التورنادو البريطانية 4 من قنابل بافيواي الرابعة لتفجير شاحنات تابعة لتنظيم داعش في شمال العراق. أرسلت أستراليا 200 من القوات الخاصة لمساعدة الأكراد في 30 سبتمبر وهبطت القوات الأسترالية في الإمارات في 14 سبتمبر.[170][179][190][191][192][193][194][195][196][197][198]

### أكتوبر
- 1 أكتوبر / تشرين الأول: أرسلت الولايات المتحدة الأمريكية عدد من مروحيات الأباتشي إلى العراق.[199]
- 2 أكتوبر / تشرين الأول: هدد بعض الجهاديين البريطانيين بشن هجوم إرهابي «وشيك» للانتقام من الضربات الجوية البريطانية على تنظيم داعش في العراق في 2 أكتوبر / تشرين الأول. وكشفت في 2 أكتوبر / تشرين الأول أن ثلاثة من أعضاء تنظيم داعش المتوفين من بريطانيا كانوا أصلا من منطقة حي تاور هامليتس ذو الأغلبية البنجلاديشية. وكان أحد الضحايا البريطانيين طالب يدعى إبراهيم كامارا يبلغ من العمر 19 عاما من برايتون. وانضمت كندا إلى الضربات الجوية ضد تنظيم داعش في 2 أكتوبر / تشرين الأول. وكان من المقرر أن تشمل مدة البعثة مدتها ستة أشهر طائرات مقاتلة من طراز اف-18 وطائرات للتزود بالوقود والمراقبة ولكن ليس المشاركة بقوات برية.[187][187][189][189][200]
- 3 أكتوبر / تشرين الأول: «العراق الثالث لا!» أطلق ناشطون مناهضون للحرب في وسط لندن هذه الحملة احتجاجا على الضربات الجوية البريطانية على مواقع تنظيم الدولة الإسلامية في العراق (داعش) في 3 أكتوبر / تشرين الأول. وأذنت أستراليا لقواتها الخاصة بالذهاب إلى العراق كجزء من التحالف المناهض لتنظيم داعش في ذلك اليوم فضلا عن الإذن بالضربات الجوية. وأشاد البيت الأبيض بأستراليا على قرارها بالانضمام إلى الغارات الجوية في العراق وإرسال مدربين عسكريين إلى القوات الخاصة إلى البلاد في 3 أكتوبر / تشرين الأول. وتم التخطيط للضربات الجوية المضي قدما. ووافقت الحكومة الأسترالية على بدء طائرات اف 18- سوبر هورنت الأسترالية لبدء الغارات لقصف مواقع مسلحى تنظيم الدولة الإسلامية (داعش) في المستقبل القريب وبدعم من 400 من أفراد القوات الجوية الأسترالية. وستقوم القوات الجوية الأسترالية بنشر 6 طائرات اف 18- سوبر هورنت، وهي طائرة مراقبة من طراز ويدجيتيل ومزود على متن طائرة. وسيقوم حوالى 200 من افراد القوات الخاصة بتدريب القوات العراقية وتقديم المشورة لها، ولكنهم ينتظرون الموافقة القانونية النهائية قبل نشرهم. ومن المقرر أن يتم تقديم طائرات جوية لدعم الحكومة العراقية ضد تنظيم داعش. وقدم رئيس الوزراء النيوزيلندي ورئيس الوزراء من بابوا غينيا الجديدة الدعم السياسي لأستراليا.[170][187][187][187][201][202][203][204]
- 4 أكتوبر / تشرين الأول: أدان كبار المسلمين في مدينة مانشستر قتل المتطوعين قافلة المساعدات البريطانية وهي الرهينة التي قتلها تنظيم داعش آلان هينينغ. وقال نافيد صديقي من الجمعية الإسلامية في بريطانيا، قال إن هناك «اختلافات واضحة جدا» بين التكفيريين والمسلمين العاديين في 4 أكتوبر / تشرين الأول. كما هدد تنظيم الدولة الإسلامية (داعش) بقتل عامل الإغاثة الأمريكي بيتر كاسيغ في ذلك اليوم، بعد أن أصدرت شريط فيديو عن مقتل الرهينة البريطاني آلان هينينغ. وقال مقاتل من تنظيم داعش في الفيديو: «أوباما، لقد بدأت قصفك الجوي في الشام لذلك فمن الصحيح فقط أن نواصل ضرب أعناقك».[205][206]
- 14 أكتوبر / تشرين الأول: سيطر تنظيم داعش على مدينة هيت بعد أن تخلت حامية الجيش العراقي البالغ قوامها 300 جندي وألقت قاعدتها وإمداداتها المحلية، وفر حوالي 180,000 مدني (بمن فيهم لاجئون من هجوم الأنبار السابق) من المنطقة.[207][208]
- 24 تشرين الأول / أكتوبر: تم اطلاق عملية عاشوراء أطلقت من قبل القوات العراقية والمليشيات الشيعية المدعومة من إيران، وحققت انتصارا كبيرا واستولت على مدينة جرف النصر الاستراتيجية بالقرب من بغداد، وأمنت الطريق لملايين الحجاج الشيعة الذين يذهبون إلى كربلاء والنجف في يوم عاشوراء. وفي الوقت نفسه، استعادت القوات الكردية زمار.[209]

### نوفمبر
- في 7 تشرين الثاني / نوفمبر: استعادت القوات العراقية السيطرة على الجزء الأكبر من مدينة بيجي الاستراتيجية من تنظيم الدولة الإسلامية. وحتى الآن القوات الحكومية تسيطر على أكثر من 70 في المئة من المدينة - بما في ذلك الأحياء في الجنوب والشرق والشمال - ويقاتلون من أجل السيطرة على بقية.[210]
- واستمرت المعارك في مدينة الرمادي عاصمة محافظة الانبار في 21 تشرين الثاني / نوفمبر.
- القوات العراقية والكردية تحقق مكاسب في محافظة ديالى. واستعادت القوات الكردية جلولاء، واستعادت القوات الحكومية السعدية.[211]
- استعادت قوات البشمركة الكردية خمس قرى رئيسية في منطقة تعرف باسم الجوير والمخمور.[212]

### ديسمبر
- في 17 ديسمبر / كانون الأول: شنت قوات البشمركة الكردية هجوم سينجار في ديسمبر / كانون الأول 2014 من زمار وتمكنت من كسر الحصار حول جبل سنجار، واستعادة أكثر من 700 كيلومتر مربع من الأراضي بالقرب من تلعفر، ومناطق واضحة شمال جبل سنجار وتقدمت إلى مدينة سنجار. وحتى 27 كانون الأول / ديسمبر 2014، لا يزال الهجوم مستمرا.[213][214][215]
- في 19 ديسمبر / كانون الأول 2014: أكدت قناة فوكس نيوز من خلال مسؤولي البنتاغون أن العديد من كبار قادة تنظيم الدولة الإسلامية (داعش) قتلوا في غارات جوية أمريكية من بينهم نائب لزعيم تنظيم داعش أبو بكر البغدادي.[87][87]